# Gruel
Gruel is een computerworm gericht op een aantal Windowsversies. Het virus verspreidt zich door middel van e-mails en filesharing-netwerken. Het virus is voor het eerst ontdekt in 2003.
In de e-mail doet de worm zich voor als een beveiligingsupdate van Microsoft of Symantec. Wanneer de zogenaamde update aan de gang is, komt er een Windows Error Reporting-venster in beeld, dat echter van het programma zelf is en niet van Microsoft Windows. Het venster bevat twee knoppen, Send Error en Send and Close. Mocht er op Send Error zijn geklikt, dan komt er informatie over de niet-bestaande bug. Dat venster bevat de knoppen Back en Close; met Back wordt er teruggekeerd naar de oorspronkelijke foutrapportage. Close doet echter niets. Mocht er op Send and Close zijn geklikt, dan zal de worm zichzelf installeren, het diskettestation meermaals openen en sluiten en het configuratiemenu openen.
De foutmelding bevat de volgende tekst:

Your computer now is mine, Why? Because I didn't had nothing to do and I thought, why not make the evil? Remember NOW YOUR PC IS IN MY POWER Windows Sucks! I can't stand it anymore! Windows has always sucked. Wake up people! It's a scam! You don't need a faster computer. You need a better operating system. Microsoft continuingly makes money by selling you the latest and greatest Windows. The latest Windows version is always the most inefficient yet, slowing down your fast computer. Also, now you have to upgrade all your other software too because different Windows versions are not compatible with each other! A hidden cost not mentioned at all. It's part of the scam. Capitalism Sucks!, Communism Sucks. KILLERGUATE.